# Alin Florin Cioancă
Alin Florin Cioancă (ur. 1 kwietnia 1995 w Bystrzycy) – rumuński biegacz narciarski, zawodnik klubu CSM Bistrita.

## Kariera
Po raz pierwszy na arenie międzynarodowej pojawił się 10 grudnia 2011 roku, podczas zawodów juniorskich w słoweńskiej miejscowości Pokljuka, gdzie zajął 45. miejsce na dystansie 10 km stylem klasycznym.
W Pucharze Świata jeszcze nie zadebiutował.

## Osiągnięcia

### Igrzyska olimpijskie
| Miejsce | Dzień     | Rok  | Miejscowość | Konkurencja                      | Czas biegu   | Strata      | Zwyciężczyni           |
| ------- | --------- | ---- | ----------- | -------------------------------- | ------------ | ----------- | ---------------------- |
| 47.     | 11 lutego | 2018 | Pjongczang  | Sprint stylem klasycznym         | 3:05,75 min  | —           | Johannes Høsflot Klæbo |
| 43.     | 16 lutego | 2018 | Pjongczang  | 15 km stylem dowolnym            | 33:43,9 min  | +2:48,0 min | Dario Cologna          |
| 18.     | 21 lutego | 2018 | Pjongczang  | Sprint drużynowy stylem dowolnym | 15:56,26 min | —           | Norwegia               |

### Mistrzostwa świata
| Miejsce | Dzień     | Rok  | Miejscowość | Konkurencja                        | Czas biegu   | Strata              | Zwycięzca           |
| ------- | --------- | ---- | ----------- | ---------------------------------- | ------------ | ------------------- | ------------------- |
| 57.     | 23 lutego | 2017 | Lahti       | Sprint stylem dowolnym             | 3:13,76 min  | –                   | Federico Pellegrino |
| 22.     | 26 lutego | 2017 | Lahti       | Sprint drużynowy stylem klasycznym | 17:40,69 min | półfinał            | Rosja               |
| 74.     | 1 marca   | 2017 | Lahti       | 15 km stylem klasycznym            | 36:44,0 min  | +8:24,2 min         | Iivo Niskanen       |
| 15.     | 3 marca   | 2017 | Lahti       | bieg sztafetowy 4x10 km            | 1:37:20,1 h  | sztafeta zdublowana | Norwegia            |

### Mistrzostwa świata młodzieżowców (U-23)
| Miejsce | Dzień       | Rok  | Miejscowość    | Konkurencja              | Czas biegu  | Strata      | Zwycięzca            |
| ------- | ----------- | ---- | -------------- | ------------------------ | ----------- | ----------- | -------------------- |
| 20.     | 22 lutego   | 2016 | Râșnov         | Sprint stylem dowolnym   | –           | –           | Lucas Chanavat       |
| 48.     | 23 lutego   | 2016 | Râșnov         | 15 km stylem klasycznym  | 40:02,0 min | +5:43,2 min | Jens Burman          |
| 26.     | 25 lutego   | 2016 | Râșnov         | 15 km stylem dowolnym    | 31:13,3 min | +1:51,3 min | Simen Hegstad Krüger |
| 25.     | 31 stycznia | 2017 | Soldier Hollow | Sprint stylem klasycznym | –           | –           | Fredrik Riseth       |
| 47.     | 2 lutego    | 2017 | Soldier Hollow | 15 km stylem dowolnym    | 32:55,7 min | +5:23,1 min | Aleksandr Bolszunow  |
| 31.     | 4 lutego    | 2017 | Soldier Hollow | 30 km bieg łączony       | 1:15:31,5 h | +8:36,2 min | Aleksandr Bolszunow  |
| 6.      | 29 stycznia | 2018 | Goms           | Sprint stylem dowolnym   | 2:56,3 min  | +13,24 s    | Erik Valnes          |

### Mistrzostwa świata juniorów
| Miejsce | Dzień       | Rok  | Miejscowość   | Konkurs                   | Wynik       | Strata       | Zwycięzca             |
| ------- | ----------- | ---- | ------------- | ------------------------- | ----------- | ------------ | --------------------- |
| 67.     | 21 lutego   | 2013 | Liberec       | Sprint stylem dowolnym    | –           | –            | Lennart Metz          |
| 49.     | 23 lutego   | 2013 | Liberec       | 10 km stylem dowolnym     | 23:32,5 min | +2:07,6 min  | Dmitrij Rostowcew     |
| 74.     | 25 lutego   | 2013 | Liberec       | 20 km bieg łączony        | 47:40,2 min | +6:40,9 min  | Dmitrij Rostowcew     |
| 18.     | 27 lutego   | 2013 | Liberec       | bieg sztafetowy 4 ×3,3 km | 45:35,5 min | +4:46,6 min  | Rosja                 |
| 52.     | 29 stycznia | 2014 | Val di Fiemme | Sprint stylem dowolnym    | –           | –            | Jean Tiberghien       |
| DNF     | 31 stycznia | 2014 | Val di Fiemme | 20 km bieg łączony        | 56:09,6 min | nie ukończył | Eirik Sverdrup Augdal |
| 92.     | 2 lutego    | 2014 | Val di Fiemme | 10 km stylem klasycznym   | 26:36,9 min | +5:50,7 min  | Roman Kajgarodow      |
| 31.     | 3 lutego    | 2015 | Ałmaty        | Sprint stylem klasycznym  | –           | –            | Fredrik Riseth        |
| 72.     | 4 lutego    | 2015 | Ałmaty        | 10 km stylem dowolnym     | 23:36,4 min | +4:12,0 min  | Aleksiej Czerwotkin   |
| 59.     | 6 lutego    | 2015 | Ałmaty        | 20 km bieg łączony        | 48:53,3 min | +7:15,3 min  | Aleksiej Czerwotkin   |

### Olimpijski festiwal młodzieży Europy
| Miejsce | Dzień     | Rok  | Miejscowość | Konkurencja                    | Czas biegu  | Strata      | Zwyciężczyni        |
| ------- | --------- | ---- | ----------- | ------------------------------ | ----------- | ----------- | ------------------- |
| 80.     | 18 lutego | 2013 | Braszów     | 10 km stylem dowolnym          | 24:25,0 min | +8:06,3 min | Aleksiej Czerwotkin |
| 30.     | 19 lutego | 2013 | Braszów     | 7,5 km stylem klasycznym       | 18:49,4 min | +1:57,7 min | Aleksiej Czerwotkin |
| 23.     | 21 lutego | 2013 | Braszów     | sprint stylem dowolnym         | –           | –           | Aksel Rosenvinge    |
| 9.      | 22 lutego | 2013 | Braszów     | sztafeta mieszana z biathlonem | 24:25,0 min | +6:05,9 min | Rosja               |